# 러키☆스타 (애니메이션)
《러키☆스타》(일본어: らき☆すた)는 요시미즈 카가미의 4컷 만화 《러키☆스타》를 원작으로 한 텔레비전 애니메이션 작품이다. 2007년 4월부터 9월까지 지바TV 등의 독립UHF국을 중심으로 16개 방송국에서 전 24화가 방영되었다. 대한민국에서는 2008년 7월 21일부터 애니박스에서 한국어 더빙판 방영이 시작하였다.(챔프TV는 2008년 9월 5일부터 방영 시작). 2008년 9월 26일 일본에는 OVA도 발매되었고 주제곡 〈못테케! 세라후쿠〉는 《태고의 달인》에 수록되었다.

## 개요
화면비 16 : 9의 와이드 사이즈로 제작되었지만 하이비전 방송은 절대 아니다.
스토리 구성으로서는 원작의 내용을 답습하면서 애니메이션 오리지널의 에피소드를 포함시킨 형태가 되었다. 시간대도 원작에서는 고등학교 1학년생부터 개시하고 있던 것이 애니메이션에서는 고교 2년생부터로 변경되고 유행어 취급에 대해서도 방송 당시의 유행어로 수정되었다(대표적으로 일본어: どんだけ가 있겠다. 특별한 의미는 정해져있지 않으나 주로 감탄사로 쓰인다.). 또 본편 B파트와 엔딩 사이에는 동명의 라디오 프로그램을 바탕으로 한 미니 코너 《러키☆채널》이 끼는 형태로서 이 코너에서는 라디오판 및 《콤프틱》지상의 정보 코너판, 게다가 본작 공식 홈페이지와 상호 연동한 기획도 행해졌다.

## 등장인물과 소리의 출연
주요 등장인물과 그성우는 러키☆스타의 등장인물을 참조. 닌텐도 DS용 게임 《모에 드릴》 시리즈 · 드라마CD판의 배역으로부터 총교체가 된 것 외, 애니메이션 오리지널의 캐릭터로서 시라이시 미노루가 추가되었다. 패트리시아 마틴이나 카가미 · 츠카사 이외의 히이라기 가족이 중심적으로 등장하는 한편, 사쿠라바 히카루는 제 24화에만 등장, 야사카 코우와 아마하라 후유키의 2사람은 등장하지 않았다.
또 단역으로서 남성 군중의 대부분에 타치키 후미히코(일부 시라이시 미노루), 여성 군중의 대부분에 쿠지라가 캐스팅되었다. 방송회에 따라서 같은 성우가 여러 배역을 맡은 경우가 많아 쿠지라의 경우는 식당의 아줌마로부터 찻집의 점원에까지 모두 맡은 경우도 있었다.
또한 오프닝이나 캐릭터송 등에 대해 메인 캐릭터 4사람의 등장순서가 원작과 다르게 츠카사와 카가미의 등장순서가 바뀌어 등장한다.

### 게스트 캐릭터 · 목소리의 출연
반 준레귤러적으로 등장한 아니자와 메이토(세키 토모카즈)부터 시작해 다른 작품의 캐릭터나 실재의 인물을 모티프로 한 캐릭터 등, 게스트 캐릭터가 다수 있었다. 덧붙여서 후루하라 나나는 태고의 달인에서도 출연한 바 있다.
- 큰북의 소리: 후루하라 나나 (2화)
- 호시이 라미카: 나가사와 미키 (10화)
- 스기타 점원: 스기타 토모카즈 (12화, 16화)
- 타카하시 사장: 코스기 쥬로타 (12화)
- 치하라 미노리: 본인 역할. (12화)
- 점원1: 나카타 죠지 (13화)
- 점원2: 와타나베 쿠미코 (13화)
- 점원3: 코자쿠라 에츠코 (13화)
- 코스프레 카페의 손님: 스기타 토모카즈 (16화)
- 나가토 점원: 치하라 미노리 (16화)
- 이치코: 시미즈 카오리 (18화)
- 스즈미야 하루히: 히라노 아야 (20화)
- 오노 다이스케: 본인 역할 (20화, 21화 러키☆채널)
- 고토 유코: 본인 역할. (23화 러키☆채널)

## 그 외 관련 등
원작과의 차이
교토 애니메이션에서 여러 가지 어레인지 요소를 다수 포함시켜서 원작과는 차이가 있다.
- 캐릭터의 머리카락의 색이 전체적으로 다르다.
- 원작에서는 당시 유행인 것을 소재로 한 것이 많기 때문에 대사가 원작과 다른 부분이 많다(단행본 1권 분의 연재시기가 2004년).
- 애니메이션판에서는 노골적인 패러디가 많이 있다.

오프닝
여는 곡 전의 코나타, 카가미, 츠카사, 미유키에 의한 시작은 14화까지와 15화 이후가 다르다.
- 14화까지는 카가미의 츳코미('제대로 시작해!')를 제외하고 괴물군의 오프닝으로 드라큘라(코나타), 늑대인간(미유키), 프랑켄(츠카사)의 대사이다.
- 15화 이후는 3학년 B반 긴파치 선생님의 구호 풍으로 "아 3학년 B반" 하고 코나타가 외친 뒤 "쿠로이선생님!!" 하고 카가미 외 3명이 외치고 카가미가 질렸다는듯 "그래그래" 하고 받아친다.

오프닝 애니메이션의 치어 댄스는 최종화에 학원제의 어트랙션으로서 풀 버전이 그려져 있다. 덧붙여 이 오프닝 애니메이션은 당초에는 이 댄스 외에 로봇 애니메이션풍의 물건도 기획되고 있었다고 한다.
차회 예고
매회 다른 캐릭터가 사자에상의 다음 번 예고와 같은 스탠스('그런데 다음 주의 사자에상은?' 와 같이 '그런데 다음 회의 러키☆스타는?'으로 시작된다)로 해설을 행한다. 그 길이는 그 회에 따라 거의 말을 할 수가 없을 정도로 짧은 경우도 있었고 반대로 1분 정도로 긴 경우도 있었다.
예고 담당은 12화까지는 코나타→카가미→츠카사→미유키의 로테이션으로 행해져 이야기하는 내용은 코나타는 게임 이야기, 카가미는 신변에 관한 이야기, 츠카사는 이야기하고 싶은 것을 말할 시간이 없어서 이야기할 수 없었고, 미유키는 잔 지식을 이야기했다.
13화 이후에서는 메인의 4사람 이외의 캐릭터가 담당해, 케로로군조의 타마마 이등병, 기로로 하사(13화)나, 쿈과 나가토 유키(16화)라는 타 작품의 캐릭터가 담당하는 일도 있었다. 모두 그 회에 조금이라도 출연을 한 캐릭터(의 성우)가 담당한 것이다.
방송 선전 스포트(방송 시간외 CM)
코나타의 얼굴만 보이고 '웅~' 하는 소리만으로 진행하다가, 마지막에 텔롭과 타이틀을 읽는 카가미의 목소리가 덮이는 것. 다른 애니메이션 등의 광고와는 달리, 장면에 변화는 없다.
스폰서 화면
애니메이션 13화 이후의 스폰서 화면 배경의 인물과 개는 원작자 요시미즈 카가미의 모친과 그 애견 '체리'다.
소재료
소재료나 패러디도 작중의 여기저기에서 다수 등장한다. 이는 다른 만화나 애니메이션 작품뿐만이 아니라 드라마나 서양의 영화나 일본의 영화, 혹은 실재하는 인물에게까지 미친다(《스즈미야 하루히의 우울》 주요 성우의 5사람도 작중으로 본인 캐릭터로서 등장). 애니메이션이나 만화 등 장르가 가까운 작품은 디자인을 그대로 사용하고 있다.
그 중에는 판권자의 허락 · 협력을 얻은 것도 있다. 특히 10 · 12 · 13 · 16화의 《아니메 점장》의 아니자와 메이토 등장에 대해서는 콜라보레이션의 영역에까지 달하고 있어 17화에서는 《러키☆채널》에까지 등장해 차회 예고도 담당했다(이것들을, 그 캐릭터 원안 담당의 만화가 · 시마모토 카즈히코가 절찬했다. 덧붙여 21화에서도 간판의 일러스트로서이지만 등장했다.
패러디 대상으로 하는 건 타 작품 만이 아니고 러키☆스타에 직접 관련하는 것을 재료로 하는 경우도 있다. 카가미가 게임판의 선전을 하거나 드라마CD와 애니메이션의 캐스트가 다르다고 언급하는 등이 이 예이다. 또, 성우에 의한 애드립도 많다(코나타의 노하라 신노스케(크레용 신짱의 주인공)의 흉내, 츠카사의 '발사믹 식초♪', 카가미가 기르고 있는 금붕어의 이름인 교피 등 ).
교토 애니메이션 · 카도카와 쇼텐 외 작품과의 관련
위에서 기술한 패러디 중에서도 쿄토 애니메이션 제작의 타작품을 소재로 한 요소가 특히 많다. 21화에서는 코나타 일행이 수학여행의 자유 행동으로 교토 애니메이션 본사에 방문하는 씬이 있다.
특히 같은 카도카와 쇼텐 원작 발행 · 교토 애니메이션 제작 · 히라노 아야 주연의 《스즈미야 하루히의 우울》은 극중 극으로서 등장하고 있어 16화에 코나타와 패티가 코스프레 카페에서 연기하는 등 빈번히 패러디 되고 있다. 또 SOS단원역의 성우는 고정출연의 히라노 아야 · 치하라 미노리를 포함해 전원이 본인 혹은 본인 모티프의 캐릭터 (스기타 점원, 오노 다이스케, 고투더 사마 등)로서 등장했다.
또 쿄애니가 제작한 카도카와 쇼텐 계열의 후지미 쇼보에서 원작을 발행하고 있는 《풀 메탈 패닉!》에 관한 패러디로서 카가미의 방에 본타군의 봉제인형이 있거나 코나타 · 쿠로이의 회화에 슈퍼로봇대전W의 전투 애니메이션풍 암슬레이브의 대전 씬이 있기도 하는 등, 곳곳에 패러디로서 사용되었다. 또, 풀메탈패닉!의 작가 가토 쇼지도 5화 · 12화 · 22화의 각본을 담당했다.
또한 21화에서는 자사의 애니메이션 AIR의 패러디도 도입했는데 이는 교토 애니메이션의 스즈미야 하루히 시리즈에 이은 패러디 기술의 노선을 유지한 것으로도 보인다. 수학여행 에피소드에서 AIR의 미스즈가 나나코와 함께 출연. 나나코가 하루코와 같은 사투리를 쓴다는 점과 외양상 유사하다는 점을 이용해서 패러디를 시도했다. 앉아있는 두 사람의 머리카락 색을 반전하면 완벽한 미스즈와 하루코가 된다. 원작에서 맺어질 수 없었던 두 사람을 배려해 패러디했다는 일설이 있다. 그리고 예고편 중 '라면세트'는 AIR 중 쿠니사키 유키토의 명대사. 동물 토크의 소라(까마귀) 역도 원작과 동일하게 오노 다이스케가 맡았다. 이 외 같은 성우를 기용한 이유로 오노 다이스케가 스즈미야 하루히에서 자신이 출연한 캐릭터 코이즈미 이츠키의 캐릭터송의 마지막 멘트 '휘어라'를 말했다.
이 외 카도카와 쇼텐 관련에서는 《개구리 중사 케로로》(코나타와 츠카사의 두 사람도 좋아하는 애니메이션이라고 하는 설정)을 시작해 카도카와 쇼텐 및 그 그룹 회사 발행의 소설 · 만화에 관한 패러디가 다수 나온다.
감독 교대 소동
프로그램 개시 당초의 감독 · 야마모토 유타카가 "감독으로서 자질이 모자라다"라는 교토 애니메이션의 사내 판단에 의해 경질되어 5화부터 타케모토 야스히로가 감독을 맡게 되었다.
덧붙여 야마모토는 경질 후에도 스탭으로서 각본등을 다루고 있었지만 5월말을 기해 프리랜서가 되었다.

## 음악

### 오프닝 테마
못테케! 세라후쿠(가져가! 세일러복)
작사 - 하타 아키 / 작 · 편곡 - 코우사키 사토루 / 노래 - 이즈미 코나타(히라노 아야), 히이라기 카가미(카토 에미리), 히이라기 츠카사(후쿠하라 카오리), 타카라 미유키(엔도 아야)
24화에만 오프닝이 없으며 삽입곡으로서 사용.
태고의 달인에서도 수록.(아케이드 10, 11, 12, 12 증량판, Wii)

### 엔딩 테마
- 1~12화의 엔딩은 코나타 등 4명이 노래방에서 노래하고 있다는 설정으로, 그녀들의 대화와 노래하는 노래가 엔딩 테마로서 사용되고 있어 테마곡은 각 화마다 다르다. 곡의 상세한 자료는 《TV애니메이션 《러키☆스타》 엔딩 테마집 ~어느 날의 가라오케 박스~》를 참조.
- 13화 이후는 시라이시 미노루 역의 시라이시 미노루(일부의 회에서는 코가미 아키라 역의 콘노 히로미, 히이라기 츠카사 역의 후쿠하라 카오리도)가 출연하는 실사의 엔딩으로 나와 13~15화 및 17화의 대부분이 가나가와현의 조가섬, 16~23화(17화는 버스의 씬)는 홋카이도의 소운쿄주변 및 나카후라노쵸 주변, 24화는 후지 산 주변(일부의 씬은 홋카이도)에서 촬영되었다. 또 16화는 《삼십 줄 곶》의 프로모션 비디오에, 24화는 영화 《우르세이 야츠라 2 뷰티풀 · 드리머》의 엔딩의 패러디다. 거기에 21화는 홋카이도와 조가섬의 것을 조합하고 있다. 곡의 상세한 것에 대해서는 《TV애니메이션 《러키☆스타》 후반 엔딩 테마집 시라이시 미노루의 남자의 자장가》및 《삼십 줄 곶》(16화만)을 참조.

| 화수   | 나온시각                            | 곡명                     | 가수 | 작사              | 작곡                      | 작품명                      | 시대   |
| ------ | ----------------------------------- | ------------------------ | --- | ----------------- | ------------------------- | --------------------------- | ------ |
| 2 4 16 | 07:06/24:00 12:34/24:00 12:20/24:00 | 하레하레 유카이          | 스즈미야 하루히(히라노 아야) 나가토 유키(치하라 미노리) 아사히나 미쿠루(고토 유우코)                              | 하타 아키         | 타시로 토모카즈           | 스즈미야 하루히의 우울      | 2006년 |
| 6      | 02:45/24:00                         | Gravity                  | m.o.e.v | 코우사키 사토루   | 코우사키 사토루           | 본작                        | 2007년 |
| 7      | 06:10/24:00                         | 입술 백일몽              | 미사토 아키 | 하타 아키         |                           | Strawberry Panic            | 2006년 |
| 10     | 11:30/24:00                         | 후타리노 모지핏탄        | 후루하라 나나 | 코토우 히로유키   | 코우사키 사토루           | 코토바노 퍼즐 모지피탄      | 2004년 |
| 15     | 02:07/24:00                         | God knows…               | 스즈미야 하루히(히라노 아야)                                                                                      | 하타 아키         | 코우사키 사토루           | 스즈미야 하루히의 우울      | 2006년 |
| 15     | 16:17/24:00                         | 사쿠라사쿠미라이코이유메 | yozuca* | tororo            | tororo                    | D.C. ～다 카포～            | 2003년 |
| 15     | 19:26/24:00                         | 소생하는 신화            | - | -                 | KATE                      | Fate/stay night[Realta Nua] | 2007년 |
| 15     | 20:16/24:00                         | 로렐라이                 | - | -                 | Philipp Friedrich Silcher | Fate/stay night[Realta Nua] | 2007년 |
| 16     | 15:42/24:00                         | 사랑의 미쿠루전설        | 아사히나 미쿠루(고토 유우코)                                                                                      | 코토우 히로유키   | 코우사키 사토루           | 스즈미야 하루히의 우울      | 2006년 |
| 22     | 05:00/24:00                         | 후타리노 모지핏탄        | 코바야카와 유타카(하세가와 시즈카)                                                                                | 야마모토 유타카   | 코우사키 사토루           | 코토바노 퍼즐 모지피탄      | 2004년 |
| 23     | 15:26/24:00                         | United Force             | 쿠리바야시 미나미                                                                                                 | 쿠리바야시 미나미 | 쿠리바야시 미나미         | 기신대전 기간틱·포뮬러      | 2007년 |
| 24     | 17:26/24:00                         | 삼십 줄 곶               | 코가미 아키라(콘노 히로미)                                                                                        | 하타 아키         | 코우사키 사토루           | 본작                        | 2007년 |
| 24     | 18:04/24:00                         | 못테케! 세라후쿠         | 이즈미 코나타(히라노 아야) 히이라기 카가미(카토 에미리) 히이라기 츠카사(후쿠하라 카오리) 타카라 미유키(엔도 아야) | 하타 아키         | 코우사키 사토루           | 본작                        | 2007년 |
| 24     | 21:33/24:00                         | 사랑의 미노루전설        | 시라이시 미노루(시라이시 미노루)                                                                                  | 시라이시 미노루   | 코우사키 사토루           | 본작                        | 2007년 |

## 부제
괄호 안은 한국판 부제이다.
| 화수 | 부제                                                         | 각본                                  | 그림 콘티                           | 연출                          | 작화 감독                              | 다음 회 예고 나레이터                                               |
| ---- | ------------------------------------------------------------ | ------------------------------------- | ----------------------------------- | ----------------------------- | -------------------------------------- | ------------------------------------------------------------------- |
| 1    | 내달리는 여자 (폭주 여고생)                                  | 待田堂子                              | 야마모토 유타카                     | 야마모토 유타카               | 호리구치 유키코                        | 이즈미 코나타                                                       |
| 2    | 노력과 결과                                                  | 待田堂子                              | 야마모토 유타카                     | 高雄統子                      | 西屋太志                               | 히이라기 카가미                                                     |
| 3    | 이런저런 사람들                                              | 待田堂子                              | 吉岡忍                              | 吉岡忍                        | 이케다 쇼코                            | 히이라기 츠카사                                                     |
| 4    | 의욕의 문제                                                  | 야마모토 유타카                       | 石立太一                            | 石立太一                      | 米田光良                               | 타카라 미유키                                                       |
| 5    | 명사수                                                       | 가토 쇼지                             | 이시하라 타츠야                     | 이시하라 타츠야               | 아라타니 토키에                        | 이즈미 코나타                                                       |
| 6    | 여름의 기본 (여름방학)                                       | 荒谷朋恵                              | 타케모토 야스히로                   | 타케모토 야스히로             | 植野千世子                             | 히이라기 카가미                                                     |
| 7    | 이미지                                                       | 岡部優子                              | 키가미 요시지                       | 三好一郎 門脇聡 （연출 보좌） | 門脇聡                                 | 히이라기 츠카사                                                     |
| 8    | 내가 아니라도 왕성해                                         | 村元克彦                              | 高雄統子                            | 高雄統子                      | 西屋太志                               | 타카라 미유키                                                       |
| 9    | 그런 감각                                                    | 待田堂子                              | 吉岡忍                              | 吉岡忍                        | 이케다 쇼코 高橋真梨子 （작감 보좌）   | 이즈미 코나타                                                       |
| 10   | 소망 (소원)                                                  | 야마모토 유타카                       | 石立太一                            | 石立太一                      | 高橋博行                               | 히이라기 카가미                                                     |
| 11   | 성야를 보내는 여러 방법 (크리스마스를 보내는 여러 가지 방법) | 岡部優子                              | 이시하라 타츠야                     | 이시하라 타츠야               | 이케다 카즈미                          | 히이라기 츠카사                                                     |
| 12   | 축제에 가자                                                  | 가토 쇼지                             | 타케모토 야스히로                   | 北之原孝将                    | 植野千世子                             | 타카라 미유키                                                       |
| 13   | 맛있는 날                                                    | 待田堂子                              | 荒谷朋恵                            | 荒谷朋恵                      | 호리구치 유키코 坂本一也 （작감 보좌） | 케로로 중사 & 타마마 이등병 & 기로로 하사                           |
| 14   | 한 지붕 아래                                                 | 荒谷朋恵                              | 키가미 요시지                       | 키가미 요시지                 | 門脇聡                                 | 코바야카와 유타카 & 이와사키 미나미                                 |
| 15   | 갑자기 달라지지는 않아 (갑자기는 변하지 못해)                | 岡部優子                              | 高雄統子                            | 高雄統子                      | 西屋太志                               | 히이라기 타다오 & 히이라기 미키 & 히이라기 이노리 & 히이라기 마츠리 |
| 16   | 링                                                           | 村元克彦                              | 吉岡忍                              | 吉岡忍                        | 이케다 쇼코                            | 쿈 & 나가토 유키                                                    |
| 17   | 태양 아래서 (햇님 아래에서)                                  | 待田堂子                              | 石立太一                            | 石立太一                      | 高橋博行                               | 시라이시 미노루 & 아니자와 메이토                                   |
| 18   | 각양각색 (백인백색)                                          | 待田堂子                              | 타케모토 야스히로 야마모토 유타카   | 키가미 요시지                 | 키가미 요시지 秋竹斉一 （작감 보좌）   | 타무라 히요리 & 패트리시아 마틴                                     |
| 19   | 2차에 본질이 있다 (무심코 나오는 본심!)                      | 荒谷朋恵                              | 荒谷朋恵                            | 荒谷朋恵                      | 荒谷朋恵                               | 쿠로이 나나코 & 나루미 유이                                         |
| 20   | 여름을 보내는 방법                                           | 오카베 유코                           | 사카모토 카즈야                     | 사카모토 카즈야               | 사카모토 카즈야                        | 쿠사카베 미사오 & 미네기시 아야노                                   |
| 21   | 판도라의 상자                                                | 무라모토 카츠히코                     | 門脇聡                              | 門脇聡                        | 우에노 치요코                          | 코가미 아키라 & 오노 다이스케                                       |
| 22   | 이곳에 있는 카나타 (여기 있는 카나타)                        | 가토 쇼지                             | 高雄統子                            | 高雄統子                      | 西屋太志                               | 이즈미 소지로 & 이즈미 카나타                                       |
| 23   | 미묘한 라인                                                  | 야마모토 히로시}} 이케다 쇼코（수정） | 요시오카 시노부                     | 요시오카 시노부               | 이케다 아키코                          | 히이라기 카가미 & 스태프 일동                                       |
| 24   | 미정                                                         | 요시미즈 카가미                       | 타케모토 야스히로 이시다테 타이이치 | 이시다테 타이이치             | 호리구치 유키코                        | -                                                                   |

## 방송국
| 방송 지역           | 방송국            | 방송 기간                  | 방송 일시                    | 방송 구분          | 비고              |
| ------------------- | ----------------- | -------------------------- | ---------------------------- | ------------------ | ----------------- |
| 지바현              | 지바 TV           | 2007년 4월 8일 - 9월 16일  | 일요일 24시 00분 - 24시 30분 | 독립UHF국          |                   |
| 사이타마현          | TV 사이타마       | 2007년 4월 8일 - 9월 16일  | 일요일 25시 30분 - 26시 00분 | 독립UHF국          |                   |
| 구마모토현          | 구마모토 방송     | 2007년 4월 8일 - 9월 16일  | 일요일 26시 20분 - 26시 50분 | TBS계열            |                   |
| 가나가와현          | TV 가나가와       | 2007년 4월 9일 - 9월 17일  | 월요일 25시 15분 - 25시 45분 | 독립UHF국          |                   |
| 교토부              | 교토 방송         | 2007년 4월 9일 - 9월 17일  | 월요일 25시 30분 - 26시 00분 | 독립UHF국          |                   |
| 후쿠오카현          | TVQ 규슈 방송     | 2007년 4월 9일 - 9월 17일  | 월요일 25시 53분 - 26시 23분 | TV 도쿄 계열       |                   |
| 니가타현            | 니가타 방송       | 2007년 4월 9일 - 9월 17일  | 월요일 25시 55분 - 26시 25분 | TBS계열            |                   |
| 홋카이도            | TV 홋카이도       | 2007년 4월 9일 - 9월 17일  | 월요일 26시 00분 - 26시 30분 | TV 도쿄 계열       |                   |
| 히로시마현          | 히로시마 홈TV     | 2007년 4월 9일 - 9월 17일  | 월요일 26시 16분 - 26시 46분 | TV 아사히 계열     |                   |
| 효고현              | 선 TV             | 2007년 4월 10일 - 9월 18일 | 화요일 24시 00분 - 24시 30분 | 독립UHF국          |                   |
| 미야기현            | 도호쿠 방송       | 2007년 4월 10일 - 9월 18일 | 화요일 26시 00분 - 26시 30분 | TBS계열            |                   |
| 도쿄도              | TOKYO MX          | 2007년 4월 11일 - 9월 19일 | 수요일 25시 30분 - 26시 00분 | 독립UHF국          |                   |
| 아이치현            | TV 아이치         | 2007년 4월 11일 - 9월 19일 | 수요일 26시 28분 - 26시 58분 | 텔레비전 도쿄 계열 |                   |
| 이와테현            | 이와테 멘코이 TV  | 2007년 4월 11일 - 9월 26일 | 수요일 25시 38분 - 26시 08분 | 후지TV 계열        | 20화부터 1주 지연 |
| 시즈오카현          | TV 시즈오카       | 2007년 4월 12일 - 9월 20일 | 목요일 26시 35분 - 27시 05분 | 후지TV 계열        |                   |
| 오카야마현 가가와현 | 세토나이카이 방송 | 2007년 4월 14일 - 9월 29일 | 토요일 26시 00분 - 26시 30분 | TV 아사히 계열     | 22화부터 1주 지연 |

## 관련 상품

### DVD
2007년 6월부터 매월 1권, 전 12권(1권당 2화씩 수록)의 예정으로 발매되고 있다.
- 발매원：카도카와 쇼텐
- 판매원：카도카와 엔터테인먼트 · 교토 애니메이션
- 렌탈 판매원：클락 워크스.

한정판과 통상판의 두 종류의 패키지가 있으며 아래의 차이가 있다.
- 한정판：쟈켓에 그 권에 수록된 에피소드를 바탕으로 한 호리구치 유키코가 그린 일러스트가 실렸다. 또 특전으로서 본작으로 사용된 BGM과 《러키☆채널》의 다이제스트판을 수록했으며 Windows용 미니 게임집 《러키☆스타의 숲》을 수록한 CD-ROM이 동봉.
- 통상판：쟈켓에 코나타가 그린(실제는 요시미즈 카가미 그림) 각 캐릭터의 일러스트가 실렸다.

또, 양 패키지 공통의 특전으로서 칼라 소책자가 부속, 영상 특전으로서 전권에 명장면 컷집, 제1권에는 논텔롭OP(가사 첨부), 프로그램 선전 스포트(치바테레비판), 제 2권 이후에는 실사 엔딩의 메이킹 영상 〈시라이시 미노루의 모험〉이 수록되고 있다.

#### 러키☆스타의 숲
《러키☆스타의 숲》(らき☆すたの森 라키스타노 모리[*])은 텔레비전 애니메이션 《러키☆스타》의 DVD 한정판의 특전으로서 수록되고 있는 윈도우용 미니 게임집이다.
기본적으로는 해당 권에 수록된 에피소드를 체험하는 게임이나, 코나타가 3D캐릭터화되어 게임 내 필드를 돌아다니는 미니스케이프(정원을 꾸미고 지켜보는 느낌에 가까운 시뮬레이션 게임을 얘기하며 《심시티》 계열의 경영 시뮬레이션에서 《블랙&화이트》 와 비슷한 실시간 시뮬레이션과 같은 게임을 통칭한다.) 적인 게임이 되었다.
게임을 진행시켜 가면서 일정 조건으로 미니 게임을 플레이 할 수 있게 된다. 이러한 미니 게임이나 통상 장면상의 코나타의 행동에 따라 여러 가지 아이템을 얻을 수 있다.
게임중에 애니메이션과 같이 여기저기에 패러디가 다수 포함되어 있는 것도 특징이다.
또, DVD는 전부 열두권으로 되어 있으나 1권 수록분부터 세이브 데이터를 다음 권에서 계승, 사용할 수 있게 되어 있다.

### 관련 CD
모두 란티스에서 발매.
- 《못테케! 세라후쿠》（2007년 5월 23일 발매, LACM-4362）
  - 《못테케! 세라후쿠 Re-Mix001〜7 burning Remixers〜》（2007년 8월 8일 발매, LACM-4402）
  - 《러키☆스타Re-Mix002〜《ラキスタノキワミ、アッー》【してやんよ】〜》（2007년 12월 26일 발매, LACM-4445）
- 《TV애니메이션 《러키☆스타》 엔딩테마집 ~어느 날의 가라오케 박스~》（2007년 7월 11일 발매, LACA-5658）
- 《삼십 줄 곶》（2007년 8월 29일 발매, LACM-4397）
  - 노래：코가미 아키라（콘노 히로미）
  - 제 16화 엔딩테마・삽입곡
    - 첫회 생산 한정반으로서 카셋트 테이프로도 판매되었다.
- 《코스는! 오 마이 허니》（2007년 8월 29일 발매, LACM-4398）
  - 노래：코나타와 패티（히라노 아야와 사사키 노조미）
    - 제 16화에 등장한 코나타와 패티가 일하는 코스프레 카페에서 두 사람이 만들었다는 동인CD를 실제로 상품화한 것.
    - 이 작품의 CM은 니코니코 동화를 의식해서 만들어졌다.
- 러키☆스타의 캐릭터송
- 《TV애니메이션 《러키☆스타》 후반 엔딩테마집 시라이시 미노루의 남자의 자장가》（2007년 10월 10일 발매, LACA-5696）
  - 노래：시라이시 미노루（시라이시 미노루）
  - 제 13화 이후의 엔딩 테마를 모은 것.
  - 〈나의 잃어버린 것〉, 〈카오링의 테마〉, 〈시카이더의 노래〉, 〈사랑의 미노루전설〉의 코우사키 사토루와 스즈키 마사키에 의한 어레인지 버전(완전판), 〈우리가 사랑한 산타모니카〉, 〈그리워도 좋지 않아〉, 〈신랑 룸바〉, 〈남자의 삶〉의 스튜디오 녹음판, 〈시라이시 미노루 ~부인 시리즈~〉, CD엑스트라도 수록.
- 《milktub 15th ANNIVERSARY BEST ALBUM BPM200 ROCK'N'ROLL SHOW》（2008년 3월 26일 발매예정, LACA-9108/9109）
  - milktub의 15주년 기념 베스트 앨범. 신곡 〈남자 무리 무리 대개조〉(男子ムリムリ大改造)에, 코나타 · 카가미 · 츠카사 · 미유키가 게스트 보컬로서 참가한다.
  - 덧붙여 milktub가 제작에 참가하고 있는 성인 게임 《키라☆키라》(OVERDRIVE)의 주제가 싱글 〈키라☆키라〉의 커플링곡에 《가져가! 세일러복》의 커플링곡 〈돌려줘! 니삭스〉의 커버 버전이 수록되어 있다.
- 《러키☆스타 뮤직 페어》(2008년 10월 22일 발매, LACA-5807)

### 관련 서적
- 러키☆스타 여름의 오키라쿠 특집호(콘프틱 2007년 10월호 증간, 2007년 8월 18일 발매) - 애니메이션판 제 1화부터 제 17화까지의 에피소드 가이드나 애니메이션 본편의 시추에이션에 출연 성우가 도전하는 기사, 이벤트 리포트 등, 애니메이션판에 관한 기사를 수록.
- 오피셜 팬 북 러키☆스타 코나타의 방정식(콘프틱 편, 2007년 12월 10일 초판 발행, ISBN 978-4-04-854146-6) - 애니메이션판의 공식 가이드 북. 애니메이션판 전 24화의 에피소드 가이드나 출연 성우 · 스탭의 인터뷰 기사, 캐릭터 설정 자료, 미술 설정 자료, 콘프틱 및 각 애니메이션잡지에 게재된 일러스트등으로 구성.

## OVA
2008년 9월26일에 《러키☆스타 OVA》(오리지널한 비주얼과 애니메이션, オリジナルなビジュアルとアニメーション)가 발매되었다(발매원：카도카와 쇼텐, 판매원：무빅 · 교토 애니메이션, 렌탈 판매원：클락 워크스).
원작자인 요시미즈 카가미를 포함한 극작가 6명에 의한, 텔레비전 애니메이션에서는 할 수 없었던 단편 에피소드 6개와 실사판 〈러키☆채널〉을 수록한 40분 분량의 옴니버스 작품. 영상 특전으로서 《신 러키☆채널》의 공개 녹음과 와시미야 정에서의 특별 주민표 교부 이벤트 각각의 영상을 수록. 또 초회판에는 이 OVA에 사용된 BGM을 수록한 CD가 특전으로 붙는다.

### 사용곡
테마송 《아이오 토리모도세!!》(愛をとりもどせ!!, 사랑을 되찾아라!!)
작사 - 中村公晴/작곡 - 山下三智夫/편곡 - 코우사키 사토루/노래 - 有頂天（코가미 아키라（콘노 히로미）, 시라이시 미노루（시라이시 미노루））
삽입곡 《어택 No.1의 테마》
작사 - 도쿄 무비 기획부/작곡 - 와타나베 타케오/편곡 - 코우사키 사토루/노래 - 히이라기 츠카사(후쿠하라 카오리)

### 에피소드 부제 일람
각 에피소드의 부제는 DVD의 쳅터 메뉴상의 표기에 따랐다. 본작 자체의 부제는 JK로 표기되어 있다. 또 각 화의 스탭 가운데 각본은 DVD부속 소책자, 연출 · 작화 감독은 쿄애니 스태프 블로그 'THE☆애니메이션 바보 일대'(THE☆アニメバカ一代)의 호리구치 유키코에 의한 기사에 근거했다.
| 챕터 번호 | 부제                                | 각본              | 연출                                          | 작화감독          |
| --------- | ----------------------------------- | ----------------- | --------------------------------------------- | ----------------- |
| 1         | 체리쨩의 하루의 시작과 끝           | 요시미즈 카가미   | 키타노하라 노리유키                           | 아키다케 세이이치 |
| 2         | 온라인게임에 빠지는 사람들          | 아라타니 토모에   | 타카오 모토코                                 | 호리구치 유키코   |
| 3         | 무도회에 마지못해 나가는 카가미     | 타케모토 야스히로 | 이시다테 타이이치                             | 타카하시 마리코   |
| 4         | 언니와 배구로 대결!                 | 무라모토 카츠히코 | 타카오 토우코（전반） 사카모토 카즈야（후반） | 호리구치 유키코   |
| 5         | 길잃은 네 사람                      | 마치다 토우코     | 야마다 나오코                                 | 호리구치 유키코   |
| 6         | 애완동물 가게에서의 불가사의한 사건 | 죠 이토           | 타케모토 야스히로                             | 니시야 후토시     |

## 일본 외에서의 전개
2008년에 카도카와 그룹의 북미 현지 법인 카도카와 픽쳐스 USA와 반다이 남코 그룹의 북미 현지법인 반다이 엔터테인먼트에 의해서 《Lucky Star》 타이틀로 북미판 DVD 판이 발표되었다.
프로모션 전개로서는 맨 먼저 《스즈미야 하루히의 우울》 북미판 DVD 최종권의 트레일러에 수록, 또 인터넷상에서의 프로모션으로서 마이스페이스에 전용 페이지(《시라이시 미노루의 어카운트》라는 형식을 취하고 있다.)를 개설하는 등, 여러 가지 프로모션을 실시하고 있다.
2008년 대한민국에서도 애니박스를 통해 7월 21일부터 방영을 시작했다. 애니박스는 방영 전 시사회 이벤트를 가지기도 했다.

### 북미판 목소리 출연
- 이즈미 코나타：웬디 리
- 히이라기 카가미：캐리 월그런
- 히이라기 츠카사：미셸 러프
- 타카라 미유키：캐런 스트래스먼
- 쿠로이 나나코：케이트 히긴스
- 코가미 아키라：스테퍼니 셰이
- 시라이시 미노루：샘 리걸

### 한국어판 목소리 출연
- 이즈미 코나타 - 정유미
- 히이라기 카가미 - 배정미
- 히이라기 츠카사 - 하미경
- 타카라 미유키 - 박소라
- 쿠로이 나나코 - 박신희
- 코가미 아키라 - 여민정
- 시라이시 미노루 - 정재헌
- 단역(남) - 시영준
- 단역(여) - 임주현

## 같이 보기
- 카스카베 시(사이타마현)
- 러키☆채널
- 러키☆채널-료오학원 방과후의 책상-
- 스즈미야 하루히의 우울
- 아니메 점장
- 풀 메탈 패닉!
- 케로로 중사
- 태고의 달인